# Ballads from the Revolution
Ballads from the Revolution è il terzo album di studio del gruppo hardcore punk statunitense Good Riddance, pubblicato nel 1999 dalla Fat Wreck Chords.

## Tracce
Testi e musiche di Rankin tranne dove indicato.
1. Fertile Fields – 2:09 (Luke Pabich, Rankin)
2. Sacrifice – 1:20 (Sean Sellers, Rankin)
3. State Control – 1:23 (Pabich, Rankin)
4. Jeannie – 2:09
5. Salt – 1:49
6. Choices Made – 1:16
7. Not With Him – 2:11
8. Understood – 1:48 (Pabich, Rankin)
9. Waste – 2:00
10. Slowly – 2:31
11. Without Anger – 1:33
12. Holding On – 2:12
13. Eversmile – 1:11
14. I Stole Your Love – 2:38 (Paul Stanley)
15. Years From Now – 7:36

## Formazione
- Russ Rankin – voce
- Luke Pabich – chitarra
- Chuck Platt – basso
- Sean Sellers – batteria